# Kaalupi laht
Kaalupi laht är en sjö i Estland.   Den ligger i kommunen Kärla vald och landskapet Saaremaa (Ösel), i den västra delen av landet, 200 km sydväst om huvudstaden Tallinn. Kaalupi laht ligger 1 meter över havet. Den ligger på ön Ösel.